# USS LST-505
O USS LST-505 foi um navio de guerra norte-americano da classe LST que operou durante a Segunda Guerra Mundial.